# Bergholm och Långskär
Bergholm och Långskär är en holme i Brändö kommun på Åland (Finland). Den ligger 4 km väster om Torsholma och cirka 5 km nordöst om Björkö i Kumlinge. Långskär har Granön i norr, Lilla Börsskär i öster, Högskär i söder, Svenholm i sydväst och Västerön i nordväst.
Öns area är 26,2 hektar och dess största längd är 1 kilometer i nord-sydlig riktning.
Terrängen på Bergholm består av hällmarksskog med inslag av lövträd i sänkorna. Stränderna är klippiga med undantag av västsidan där sundet mellan Bergholm och Västerön är grunt och delvis igenväxt av vass. Bergholm är obebyggd.